# Nếu

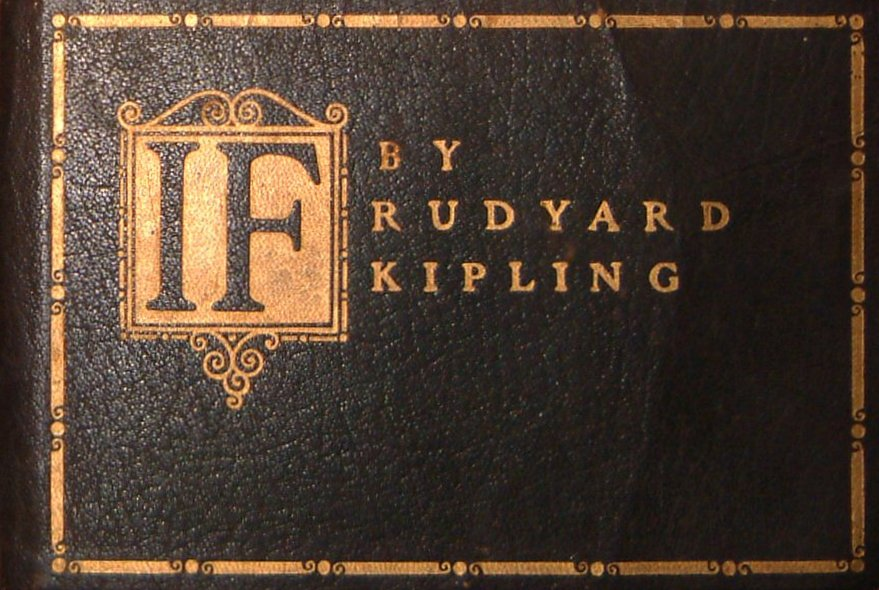
Ấn bản "If" của Doubleday Page and Company, Garden City, New York, 1910.

Nếu (tiếng Anh: If) (tên bản dịch tiếng Việt của Nguyễn Viết Thắng) – là bài thơ nổi tiếng nhất của Rudyard Kipling sáng tác năm 1895 và in năm 1910 trong cuốn Phần thưởng và tiên (Rewards and Fairies), gồm truyện và thơ. Bài thơ này nằm trong truyện Chiến hữu giày vuông (Brother Square-Toes). Bài thơ được coi là một sự thể hiện đặc biệt thành công về chủ nghĩa khắc kỷ, chủ nghĩa chấp nhận nghịch cảnh của thời đại Victoria (Victorian stoicism). Theo kết quả thăm dò dư luận của đài BBC năm 1995, bài thơ này được coi là bài thơ tiếng Anh hay nhất mọi thời đại.
Trong tự truyện Something of Myself in sau khi nhà thơ mất, năm 1937, Kipling kể rằng bài thơ này lấy cảm xúc từ ngài Leander Starr Jameson, là người đã phát động chiến dịch Jameson Raid chống lại người Boer. Chiến dịch này bị thất bại và cuối cùng dẫn đến chiến tranh Boer, tuy nhiên báo chí Anh gọi Jameson là anh hùng, người đã thể hiện lòng dũng cảm trong những giờ phút hiểm nghèo và gọi thất bại của Jameson là một chiến thắng của nước Anh.
Bài thơ này được nhiều người dịch ra tiếng Việt dù mức độ thành công rất khác nhau. Hiện tại được biết có các bản dịch thơ của Nguyễn Viết Thắng, Tchya Đái Đức Tuấn, Nguyễn Phúc Giác Hải và bản dịch nghĩa bằng văn vần của Hồ Văn Hiền in trong cuốn Các nhà thơ giải Nobel, Hà Nội, 2006. Theo Hồ Văn Hiền thì bài thơ này đã từng được Nguyễn Hiến Lê dịch từ tiếng Pháp mấy chục năm nay nhưng hiện tại không ai còn tìm thấy bản dịch này, tuy nhiên các bản tiếng Pháp vốn đã dịch không sát với nguyên bản.

## Phản ứng đối với bài thơ
- Kipling kể rằng bài thơ này được nhiều nơi in thành tờ như những bức tranh để treo trong phòng làm việc, trong phòng ngủ hoặc những nơi trang trọng và họ coi bài thơ này như những lời răn dạy.
- Nhà thơ T. S. Eliot (giải Nobel Văn học năm 1948) gọi bài thơ này của Kipling là một "bài thơ vĩ đại" trong một số tiểu luận phê bình của ông.

## Dịch sang các ngôn ngữ thế giới
"Nếu" – được dịch ra rất nhiều thứ tiếng trên thế giới. Bài thơ này được Aung San Suu Kyi dịch ra tiếng Myanma, đất nước có thành phố Mandalay – cũng là một kiệt tác của Kipling. Aung San Suu Kyi là lãnh tụ phe đối lập ở Myanmar, người được trao giải Nobel hòa bình năm 1991. Nhà văn Nam Tư Ivo Andrić, người được giải Nobel Văn học năm 1961 đã dịch bài thơ này ra tiếng Croatia.

## Bản dịch bài thơIF-sang một số ngôn ngữ:
- Në munç, tiếng Anbani, bản dịch của Fan S. Noli
- A Kae Ywaet, tiếng Myanma, bản dịch của Aung San Suu Kyi.
- Ako... tiếng Croatia, bản dịch của Ivo Andrić.
- Když, tiếng Séc, bản dịch của Otokar Fischer
- Indien, tiếng Hà Lan, bản dịch của J.M. de Vries de Waal.
- Als, tiếng Hà Lan, bản dịch của Karel Jonckheere.
- Tu seras un homme, mon fils, tiếng Pháp, bản dịch của André Maurois năm 1918.
- Si..., tiếng Pháp, bản dịch của Jules Castier năm 1949.
- Ha, tiếng Hungari, bản dịch của ơGábor Devecseri và Kosztolányi Dezső.
- Se, tiếng Ý, bản dịch của Dario Fonti.
- Si..., tiếng Latin, chưa rõ tên người dịch.
- Ja, tiếng Latvia, chưa rõ tên người dịch.
- Vitanao ve?, tiếng Malagasy, bản dịch của Rajaona Andriamananjara.
- Hvis, tiếng Na Uy, bản dịch của André Bjerke
- Se, tiếng Bồ Đào Nha, bản dịch của Guilherme de Almeida.
- Dacă, tiếng Rumani, bản dịch của Dan Duţescu
- Заповедь, tiếng Nga, bản dịch của M. Lozinsky.
- Keď, tiếng Slovak, bản dịch của Ľubomír Feldek.
- Eğer, tiếng Thổ Nhĩ Kỳ, bản dịch của Bülent Ecevit.

## Nguyên bản
| If you can keep your head when all about you Are losing theirs and blaming it on you, If you can trust yourself when all men doubt you, But make allowance for their doubting too; If you can wait and not be tired by waiting, Or being lied about, don't deal in lies, Or being hated don't give way to hating, And yet don't look too good, nor talk too wise: If you can dream - and not make dreams your master; If you can think - and not make thoughts your aim, If you can meet with Triumph and Disaster And treat those two impostors just the same; If you can bear to hear the truth you've spoken Twisted by knaves to make a trap for fools, Or watch the things you gave your life to, broken, And stoop and build 'em up with worn-out tools: If you can make one heap of all your winnings And risk it on one turn of pitch-and-toss, And lose, and start again at your beginnings And never breathe a word about your loss; If you can force your heart and nerve and sinew To serve your turn long after they are gone, And so hold on when there is nothing in you Except the Will which says to them: 'Hold on!' If you can talk with crowds and keep your virtue, Or walk with Kings - nor lose the common touch, If neither foes nor loving friends can hurt you, If all men count with you, but none too much; If you can fill the unforgiving minute With sixty seconds' worth of distance run, Yours is the Earth and everything that's in it, And--which is more - you'll be a Man, my son! | Nếu con có thể bình tâm khi mà tất cả Hết thảy kinh hoàng và đổ lỗi cho con Nếu con vẫn vững tin khi mọi người nghi kỵ Mặc ai đó không tin nhưng con vẫn vững lòng Nếu con biết đợi chờ và kiên nhẫn chờ trông Không lấy điều dối gian đáp lại điều gian dối Hoặc bị căm ghét mà không căm ghét lại Không nói những lời khôn, không ra vẻ thánh thần. Nếu con mơ ước mà không để ước mơ làm chủ đời con Nếu con có thể suy tư mà không lấy nó làm mục đích Nếu cả Thành công, Thất bại trên đường đời con gặp Mà vẫn như nhau - đối xử một tấm lòng Nếu con biết nghe sự thật những lời của con Bị kẻ bất lương làm bẫy lừa kẻ dại Hoặc nhìn đời con đổ vỡ, đành làm lại Và con cúi xuống dựng nên với công cụ đã mòn. Nếu con dám đem những đồng vốn của mình Đổ hết vào một trận ăn thua úp ngửa Đành làm lại từ đầu vì đã mất tất cả Mất mát của mình không một chút thở than Nếu con ép được con tim, thớ thịt đường gân Phục vụ cho mình để giành mục đích Và cố níu giữ, dù chẳng còn sức lực Nhưng ý chí vẫn đòi: "Hãy giữ vững lòng tin!". Nếu con giữ tư cách khi nói chuyện với mọi người Hay khi ngồi với Vua – thường dân không gián đoạn Nếu không để thiệt cho mình – dù với thù hay bạn Không còn để ai nợ nần hay còn nợ gì ai Nếu mỗi phút giây con có được trong đời Không để phí hoài mà luôn luôn đặt trên đường chạy Thì thế giới này sẽ là của con, cùng tất cả những gì trong đấy Và – quan trọng hơn – con trai, con là một Con người! | Nếu Nếu con có thể vững lòng, khi tất cả Đánh đổi tự trọng và đổ lỗi cho con Nếu con có thể tin ở chính mình khi ai nấy đều nghi kỵ Luôn bình tâm trước hết thảy hoài nghi Nếu con có thể chờ đợi và không nản lòng Hoặc không trở thành kẻ dối gian dù có bị lừa lọc gian dối Và không ghét bỏ những người thù ghét con Dù vậy, đừng tỏ ra hoàn hảo và chớ nói lời quá khôn ngoan Nếu con mơ ước mà không để những mộng mơ chiếm lấy mình Nếu con có thể suy nghĩ nhưng không lấy sự nghĩ suy làm mục đích Nếu con có thể gặp cả Chiến Thắng và Chiến Bại Và vẫn đối diện với hai kẻ gian dối đó với chung một cách hành xử Nếu con có thể chống đỡ được sự thật con vừa thốt ra Bị kẻ gian xuyên tạc, giăng bẫy lừa lọc kẻ dại khờ Hay nhìn thấy cuộc đời con gầy dựng vụn vỡ Và cúi xuống xây lại với công cụ đã mòn Nếu con có thể đem mọi thành quả con có gộp lại Và đánh liều hết thảy vào một ván đỏ đen sấp ngửa Rồi mất hết và bắt đầu lại từ con số không Nhưng chẳng hé nửa lời thở than tiếc nuối Nếu con có thể đem trái tim, khối óc và tất cả sức lực Để theo đuổi một điều từ lâu, đã mất Và luôn giữ chặt dù con chẳng còn gì Ngoại trừ một ý chí luôn thúc giục: "Đừng từ bỏ" Nếu con có thể nói chuyện với đám đông mà vẫn giữ gìn được đức hạnh Hay sánh vai cùng vua chúa nhưng vẫn không xa rời thường dân Nếu con không để ai thương tổn được mình dù là kẻ thù hay người thân thiết Nếu con luôn đến bên mọi người khi cần nhưng không phải quá nhiều Nếu con sống tận dụng từng khoảnh khắc không do dự Với ý nghĩa của 60 giây trong cuộc chạy đường dài Và cả thế giới này cùng mọi điều trong đó, sẽ thuộc về con Hơn thế nữa, con đã trở thành một người đàn ông thực sự - con trai ta (Bản dịch của Ting Ting) |

## Một số bản dịch khác bài thơIF-ratiếng Việt
| Nếu bỗng chốc tan tành sự nghiệp Nếu bỗng chốc tan tành sự nghiệp, Mà nín thinh xây tiếp cuộc đời, Hay trong một tiếng bạc thôi Mất hàng trăm ván, không lời thở than; Nếu yêu chẳng mê man xuẩn động, Hùng dũng mà mềm mỏng chẳng quên, Biết bị oán, chẳng oán nguyền, Song mình, mình tự giữ gìn đấu tranh; Nếu chịu được đồ ranh xuyên tạc Pha lời mình khích bác đồ ngu, Gièm mình, miệng thế điên rồ, Riêng mình, một mực chẳng lừa dối ai, Nếu chững chạc chẳng rời đại chúng, Gần quân vương giữ đúng dân nguyên, Yêu thương tất cả bạn hiền, Khác nào huynh đệ chẳng riêng một người; Nếu suy nghĩ, xét soi, hiểu biết, Mà chẳng thành phá diệt, hoài nghi, Mơ, không để mộng cuốn đi, Trầm tư mà chẳng riêng gì trầm tư; Nếu cứng, chẳng bao giờ cuồng nộ, Can đảm không bạo hổ bằng hà, Nhân từ, đức độ, khoan hoà, Không hay chữ lỏng, hợm khoa, dạy đời; Nếu chiến thắng sau hồi thất bại, Nhận hai trò giả dối như nhau, Vẫn trơ gan, vẫn ngửng đầu, Trong khi thiên hạ dễ hầu còn nguyên; Thì Đắc thắng, Thần tiên, Vương đế, Và Duyên may nô lệ con hoài; Mà hơn Vương thế vinh thời, Con ơi, con mới là Người, đó con ! (Bản dịch của Tchya Đái Đức Tuấn) Nếu bỗng thấy tan tành sự nghiệp Mà thản nhiên xây tiếp cuộc đời Hay trong chỉ một trận thôi Mất trăm lần thắng không lời thở than Nếu yêu chẳng mê man xuẩn ngốc Mạnh mẽ mà mềm mỏng vẫn nên Bị ghen ghét, chẳng ghét ghen Kiên trì bảo vệ, vững bền đấu tranh Nếu bị kẻ gian manh hiểm ác Mượn việc ta xuyên tạc đặt lời Dối trên dối dưới dối đời Nhưng ta quyết chẳng dối người dối ta Nếu quyền uy chẳng xa quần chúng Gần đỉnh cao vẫn đúng gốc dân Yêu thương bè bạn xa gần Bằng tình huynh đệ chẳng phần riêng tư Nếu quan sát, ngẫm suy, hiểu biết Mà chẳng thành phá diệt hoài nghi Mơ không để mộng cuốn đi Suy tư mà chẳng để vì suy tư Nếu dũng cảm mà không sơ hở Cứng rắn mà vẫn giữ tình thương Thông minh mà chẳng phô trương Vẫn khiêm tốn học hỏi chung mọi người Nếu chiến thắng sau hồi thất bại Vẫn nhận nhìn, đối xử như nhau Dây thân ái vẫn bền lâu Tình sâu nặng đáp, thù sâu không đòi Thì, con hỡi! TRỜI, NGƯỜI đều giúp Để vinh, may theo bước con hoài Nhưng niềm Vinh nhất con ơi Vì con là một Con người, đó con! (Bản dịch của Nguyễn Phúc Giác Hải) | Nếu con vẫn bình tâm... Nếu con vẫn bình tâm lúc mọi người chung quanh Hoảng hốt và đổ lỗi cho con; Nếu con vẫn tự tin khi mọi người nghi ngờ khả năng con, Nhưng vẫn không buồn lòng vì mình bị nghi ngờ: Nếu con có thể đợi và không mỏi mệt vì trông chờ, Hoặc bị người lừa dối, đừng gian dối với ai, Hoặc bị người ghét, đừng để hận thù xâm chiếm lòng con, Tuy thế đừng đóng vai quá tốt, đừng nói lời quá khôn ngoan. Nếu con có thể mơ nhưng không để mộng mơ làm chủ con; Nếu con có thể suy tư song không lấy tư duy làm mục đích; Nếu con có thể gặp Khải Hoàn và Thảm Bại Mà vẫn đối xử hai kẻ giả dối này như nhau: Nếu con chịu đựng nghe sự thật con vừa nói ra Bị kẻ tiểu nhân bóp méo giăng bẩy lừa kẻ dại, Hoặc nhìn công trình đờI con, đổ vỡ, Và cúi xuống xây dựng lên với dụng cụ đã mòn. Nếu con dám đem hết đống tiền con thắng được Đổ vào một trận úp ngửa ăn thua, Và mất hết, và lại bắt đầu từ số không, Và không một tiếng thở than về sự mất mát của mình: Nếu con ép được tim con, và từng sợi gân thớ thịt Phục vụ mục tiêu của con lúc từ lâu sức chúng chẳng còn, Và cố bám víu vào lúc mà trong con chẳng còn gì Ngoài Ý chí giục con: "Đừng bỏ cuộc". Nếu con có thể chuyện trò với đám đông mà vẫn giữ gìn đạo đức, Hoặc giao du với Vua chúa - vẫn không xa đám thường đinh, Nếu con không để bạn thân cũng như kẻ thù làm con khổ, Nếu con trọng mọi người, nhưng không một ai quá lố: Nếu mỗi phút qua đi không bao giờ chờ đợi Trong nước rút cuộc đua con chạy đủ sáu mươi giây, Thì mọi sư trên Trái đất thuộc về con, Và - hơn thế nữa - con sẽ đúng là một con Người, con trai của cha! (Bản dịch của Hồ Văn Hiền) Nếu con vẫn vững tâm... Nếu con vẫn vững tâm khi mọi người xung quanh Đều mất hết lý trí và đổ thừa cho con, Nếu con tin chính mình khi mọi người nghi kỵ, Nhưng vẫn cứ cho phép sự nghi kỵ nơi họ; Nếu con biết chờ đợi nhưng chẳng chán phải chờ, Hay bị dèm pha, nhưng chẳng buông lời dối trá, Hay phải bị ghét bỏ nhưng chẳng chút oán hờn Và chẳng tỏ ra tốt đẹp, chẳng buồn nói khéo: Biết mơ ước, nhưng không để giấc mơ làm chủ; Biết suy nghĩ, nhưng chẳng lấy làm mục đích, Có thể gặp phải cả Thành Công và Thất Bại Nhưng vẫn xử hai thứ trá ngụy ấy như nhau; Chấp nhận lời thật mình nói bị kẻ ba que Vặn vẹo thành cạm bẫy cho những ai khờ dại, Nhìn những thứ mình dành cuộc đời cho, đổ vỡ, Rồi cúi xuống dựng lại với công cụ hao mòn: Có thể gộp lại hết mọi thành quả của mình Và đánh liều tất cả vào một ván sấp ngửa, Và thua cuộc, và bắt đầu hết lại từ đầu Nhưng chẳng thở than lời nào về mất mát ấy; Có thể buộc trái tim, thần kinh, gân cơ mình Phục vụ bước ngoặt của mình sau cơn mỏi mệt, Giữ vững như thế khi chẳng còn gì trong mình Ngoại trừ Ý Chí cứ bảo:"Hãy luôn giữ vững!" Nói chuyện được với đám đông mà vẫn bảo toàn đức hạnh, Bước đi cùng Vua Chúa mà chẳng hề khước từ thường dân Kẻ thù và bạn thân cũng chẳng thể tổn thương mình Mọi người tin tưởng vào mình, nhưng chẳng có ai quá nhiều Nếu con có thể tận dụng từng phút giây không khoan nhượng Với một cuộc hành trình chính xác sáu mươi giây đường xa Thế giới này, và tất cả trong ấy, là của con đấy. Hơn thế nữa - con là người lớn rồi, con trai ta! (Bản dịch trên Thi Viện) |

Trong số các bản dịch ở phần này thì bản của Tchya Đái Đức Tuấn và bản của Nguyễn Phúc Giác Hải gần giống nhau. Có ý kiến cho là Nguyễn Phúc Giác Hải chỉ nhuận sắc lại bản của Tchya Đái Đức Tuấn. Dù sao thì cả hai bản đều là phỏng dịch. Bản của Hồ Văn Hiền là bản dịch văn xuôi, vì rằng nguyên tác là một bài thơ có niêm luật chặt chẽ và cân xứng mọi phương diện, còn bản dịch nhại (một đặc trưng của Thi Viện) thì chỉ sửa lại bản dịch khác một vài chữ. Nhà thơ Đức, Moses Saphir viết: "Người vợ đẹp và chung thủy – đấy là của hiếm, giống như một bản dịch thơ thành công. Bản dịch thơ như thế thường không đẹp – nếu chung thủy, và không chung thủy – nếu đẹp".
Phụ nữ là do trời sinh, nghĩa là con người không thể thay đổi (mà giá có thay đổi được thì nên chăng, bởi như thế thì sẽ phí của giời!), còn bản dịch thơ là do con người. Đông Tây kim cổ từng có những bản dịch (hoặc phỏng dịch, phóng tác, chuyển thể...) hay hơn cả nguyên tác, bởi nếu không có những bản này thì không mấy ai biết hoặc quan tâm đến nguyên tác (Romeo và Juliet của William Shakespeare, Truyện Kiều của Nguyễn Du, Thơ Rubaiyat của Omar Khayyam của Edward FitzGerald... là những ví dụ).